# سفارة غينيا لدى السعودية
سفارة غينيا لدى السعودية هي الممثلية الدبلوماسية العليا لدولة غينيا لدى المملكة العربية السعودية. تقع السفارة في حي السفارات في الرياض.